# Società segreta dei supercriminali
La Società segreta dei supercriminali (Secret Society of Super Villains), in sigla SSSC o più semplicemente La Società, è un gruppo di personaggi dei fumetti DC Comics. La SSSC venne introdotta per la prima volta nella serie omonima col numero 1 (maggio 1976) e può essere considerata la controparte della Justice League of America, nei cui fumetti fu ospite varie volte durante la fine degli anni settanta.

## Storia

### La Società di Darkseid
Originariamente organizzata da Darkseid, la Società segreta dei supercriminali fu basata sulla Cittadella Sinistra a San Francisco. Dagli inizi in poi, la squadra è stata protagonista di varie battaglie di potere. Lex Luthor, Wizard, Gorilla Grodd e Funky Flashman hanno tutti cercato di controllare la potente squadra; Manhunter (il primo leader del gruppo) e Capitan Comet, dalla parte opposta, hanno cercato di divergere i modi criminali dei membri della squadra verso canali più positivi. Dopo aver scoperto la vera identità del loro benefattore, il team si ribellò verso il signore alieno. Per annullare la rivolta, Darkseid mandò Mantis e Kalibak. Alla fine di questa battaglia, Manhunter si sacrificò per uccidere apparentemente Darkseid. Dopodiché, il team si frantumò, con Luthor, Wizard, Gorilla Grodd e Funky Flashman a dirigere il resto della squadra a turno. Tuttavia, Wizard sembrò essere il più tenace e creò l'incarnazione definitiva della SSSC. Andarono in battaglia contro il Sindacato del Crimine d'America di Terra 3 e la Justice Society of America. Mentre viaggiavano da una dimensione all'altra, per tornare sulla Terra, Silver Ghost, Mirror Master e Copperhead formarono un altro gruppo e si batterono con i Combattenti per la Libertà.
Il gruppo di Wizard infine ritornò su Terra-2 e si batté con la Justice League sul loro quartier generale nello spazio. Ad un certo punto durante la battaglia, i due team si scambiarono i corpi, permettendo ai super criminali di scoprire la vera identità delle loro nemesi. Dopo aver preso il sopravvento, la Justice League cancellò la memoria dei super criminali, precipitando la Crisi infinita e la formazione della Justice Society corrente anni dopo.
Da notare in questa serie l'apparizione di Capitan Comet da oltre 20 anni così come l'introduzione della nuova Star Sapphire. Entrambi erano regolari ricorrenti personaggi.

### La Società di Ultra-Humanite
L'incarnazione successiva della SSSC fu organizzata da Ultra-Humanite, che unì i nemici sia della Justice League che della Justice Society. Questa fu la prima comparsa della versione dell'ormai classico corpo da gorilla alpino di Ultra-Humanite.
Questa incarnazione fu tradita da Ultra-Humanite, che aveva un suo piano. Tuttavia, fu sconfitto, e l'intero gruppo fu incarcerato (pre-crisi, la SSSC fu portata nel Limbo, l'area tra le terre parallele. Dove gli eroi incarcerarono la SSSC non fu mai visitato post-crisi, ma si pensò che fosse la Zona Fantasma). Ultra-Humanite contattò se stesso più giovane nel 1942, che lo aiutò a liberare la SSSC utilizzando il potere di Brain Wave. La scimmia Ultra-Humanite attaccò la Infinity, Inc. nell'era moderna, mentre il resto della SSSC si batté contro la All-Star Squadron nel 1942. I criminali furono sconfitti, e ritornarono alla loro epoca.

### Underground
La SSSC è cresciuta nel tempo in un grande gruppo sotterraneo con dozzine di criminali in adesione sparsi in varie cellule. Dopo la riformazione della JLA, i sette supereroi decisero di infiltrarsi ed eliminare questa nuova società.
Mascherandosi da Brain Wave ormai deceduto, Martian Manhunter attirò i criminali in un unico punto, dove furono sconfitti dalla Justice League. Dato che la storia fu raccontata da Rainbow Raider a SONAR 2, non è certo se tutto ciò è realmente accaduto. Al massimo, ci sono stati degli ingrandimenti di alcuni fatti.

### La Società di Lex Luthor
Dopo la sconfitta dell'ultima incarnazione della Società Segreta dei Super Criminali, passò parecchio tempo prima che i criminali si unirono di nuovo in una grande organizzazione. Alimentato dalle voci di Dr. Light, emerse una nuova società. Questa società fu fondata da Alexander Luthor Jr. facendosi passare per Lex Luthor, insieme ad altri cinque super criminali: Calcolatore, Dr. Psycho, Deathstroke, Talia al Ghul e Black Adam.
L'intento di Alexander Luthor era quello di raccogliere un gruppo di super criminali per recuperare i supereroi chiave che avevano legami di parentela con il Multiverso, al fine di sfruttare le loro residue vibrazioni temporali per ricrearlo, attraverso una gigantesca "forchetta rotante" come quella vista in Crisi sulle Terre infinite. Solo lo Psico Pirata, che ricordava il multiverso, sapendo del piano, dato che Alexander Luthor mentì ai membri del suo cerchio interno, raccontò loro che stava costruendo una massiccia macchina cancellatrice di menti per utilizzarla contro tutti i supereroi dell'Universo DC.
Giocando sulla paura dei supereroi, ritorsione di rifiuto, e desiderio di potere, Alexander creò una società le cui dimensioni superavano di gran lunga quelle delle versioni precedenti messe insieme (più di 500 membri). Fatti fuori tutti i criminali dell'Universo DC, l'unico a non fare parte del gruppo era il Joker, considerato troppo selvaggio.
Il gruppo, a cui ci si riferiva solo come La Società, fu ospite nella mini serie Villains United come personaggi di sfondo e da contrapposti ai Segreti Sei (consistenti di sei criminali reclutati dal vero Lex Luthor che declinò l'invito di entrata nella società). Il seguente mono numero Villain United:Infinite Crisis Special si concentrò sulla Società in cui il piano di Lex Luthor di conquistare la Terra fallì. Questo portò ad una battaglia finale, a cui ci si riferisce come la Battaglia di Metropolis, dove la Società, guidata da Dr. Psycho e Doomsday, ebbero la loro ultima battaglia contro gli eroi dell'Universo DC. Molti, tra eroi e criminali, morirono quel giorno.

### Un anno dopo
Alexander Luthor, Jr. fu ucciso da Joker e Lex Luthor alla fine di Crisi Infinite, e il Joker fece ciò a causa del fatto che non era stato invitato a far parte della società. Black Adam tradì Alexander Luthor, combattendo contro la Società nella Battaglia di Metropolis, decapitando Amazo, e ritornando a tempo pieno in Khandaq.
Un anno dopo la Crisi, la maggior parte del cerchio interno della Società finì in carcere o finì bandito dal gruppo. Dr. Psycho fu catturato dalle autorità dopo la Battaglia di Metropolis e fu processato nella serie Manhunters; comparve anche in i Segreti Sei e Wonder Woman. Deathstroke fu catturato da Freccia Verde, ma scappò e cominciò a reclutare membri per i Titans East.
Talia ritornò a comandare la Lega degli Assassini, il Calcolatore rimase l'unico membro originale del cerchio interno lasciato a guidare la Società.

### Crisi Finale
Non molto dopo lo scioglimento della società, Checkmate investigò e seguì le tracce di tutti i criminali dell'Universo DC, che furono catturati ed esiliati su un pianeta-prigione.
Il gruppo includeva quasi tutti i super criminali dell'Universo DC, con rare eccezioni. Da lì in poi fu rivelato che il gruppo ritornò sulla Terra come la nuova Società Segreta dei Super Criminali assetata di vendetta, guidata dal misterioso Libra, e avrebbe giocato un ruolo più rilevante nell'imminente Crisi Infinita. Lo scrittore, Grant Morrison, affermò che "loro erano divenuti quasi dei terroristi". Sotto la guida di Libra, cominciarono a fare cose veramente tragiche, anche alle mogli dei supereroi e alle loro famiglie, "sorpassando il limite". Fu indicato che il ritorno dei criminali sotto forma di società è collegata al ritorno di Darkseid e alla nascita del Quinto Mondo.
Libra scelse il Dottor Sivana. Gorilla Grodd, Lex Luthor, Ocean Master, Taia al Ghul, e Vandal Savage come il cerchio interno della Società. Al fine di portare la Società dalla sua parte, uccise Martian Manhunter per la Fiamma Umana. Quando Lex Luthor si rifiutò di nuovo di allearsi con lui e permettergli di dare la caccia a Superman, Libra utilizzò Clayface per far saltare in aria il palazzo del Daily Planet, ferire gravemente Lois Lane e rimuovere Superman dal guadagnare terreno. Ora che la maggior parte della Società era fermamente dalla sua parte, Libra si rivelò essere il Profeta di Darkseid e costrinse la Fiamma Umana a sentire l'Equazione Anti-Vita, tramutandolo in uno schiavo guerriero demente conosciuto come Giustificatore. Dato che Lex Luthor gli tese un agguato quando Superman non si fece vedere, Libra circondò Luthor con il Giustificatore. Libra disse a Lex Luthor di fare una scelta: giurare fedeltà a Darkseid o essere trasformato in Giustificatore. Libra stava portando la SSSC all'esecuzione pubblica. Alcuni cervelloni con l'accesso ai loro computer ruppero i codici per la Resistenza e Libra condannò il Calcolatore per le sue azioni. Lex Luthor rimase silente riguardo a tutto ciò, ma fu preso per condurre una guerra di retro guardia contro gli eroi a Blüdhaven. Luthor la prese come un onore, sebbene non ne sembrò contento. Un buco nel cielo si apre sopra il patibolo, e Libra raccontò alla Società della "notte d'angoscia che dura per sempre", in cui Darkseid ottiene il massimo dei suoi poteri. Avendo Libra scoperto che Lex Luthor era la talpa, tentò di ucciderlo solo per il Dr. Sivana usando un dispositivo per disinnescare l'elmetto del Giustificatore. Lex Luthor quindi sparò a Libra, quasi uccidendolo. Lex Luthor quindi utilizzò il Giustificatore per combattere le Furie.
In Final Crisis:Revelations, il terzo Spettro uccide il Dr. Light e fonde Effigy prima che tentasse di attaccare Libra. Sorella Wrack della Religione del Crimine, impala Vandal Savage con la Lancia del Destino causando la rinascita di Vandal Savage come Cain. Cain quindi cercò lo Spettro e lo travolse impalandolo con la Lancia del Destino. La Lancia separò Crispus Allen dallo Spettro e Renee e Radiant portarono il suo corpo in una chiesa. Cain più tardi controllò lo Spettro ottenendo la formula dell'Equazione anti-vita che ricreò il mondo nel nome di Darkseid. Quindi Cain progettò di impalare Renee con la Lancia del Destino. Renne invece, pianificò di recuperare la Lancia e di ricostituire il mondo com'era e di restituire la vita a Crispus. Riunito con lo Spettro, Crispus utilizzò il suo giudizio per uccidere i seguaci di Cain, ma non Cain stesso. Lo Spettro gettò Cain in un mondo senza possibilità di pace finché Dio non deciderà altrimenti.
In Final Crisis: Rouge's Revenge, i Nemici si ritirano dalla società di Libra e tramano di vendicarsi di Inertia prima di ritirarsi. Tuttavia, Libra utilizza i nuovi nemici per cacciare i Nemici e costringerli ad allearsi con lui minacciandoli di fare qualcosa di brutto a coloro che amano. Anche se i Nemici batterono i nuovi nemici, Libra non si arrese così facilmente. Si rivoltarono contro Libra anche quando Zoom fu depotenziato da Inertia a sua volta ucciso dai Nemici.
Da un'idea di T.O. Morrow, Cheetah III assegnò diversi membri scientifici della Società Segreta (come Professor Ivo e Dottor Poison) per raccogliere campioni di terreno dai vari regni della Terra in cui si verificarono atti di genocidio. Pianificarono di utilizzare il terreno per creare un nuovo criminale chiamato Genocidio. Genocidio viene portato alla vita attraverso una combinazione di scienza e la magia di Felix Faust.

## Altri media

### Justice Underground
La Justice Underground è un gruppo di supereroi dell'Universo DC. La Justice Underground è una versione alternativa della Società segreta dei supercriminali nell'Universo Anti-Materiale.

#### Storia
La Justice Underground ebbe la meglio in diverse battaglie contro il Sindacato del Crimine d'America, sia come team che come singoli individui. Per esempio, la versione Underground di Quizmaster gli permise di interferire con le forniture che servivano al Sindacato del Crimine per varie operazioni, come il siero della velocità che permetteva al Johnny Quick di quella Terra di mantenere la sua velocità.
Uno alla volta, tutti i membri della Justice Underground furono catturati, battuti in battaglia o uccisi. Per esempio, Ultraman rese inerme Sir Grundy di sabato, e Lady Sonar subì gravi ferite a causa del ritornò al mittente dei suoi poteri da Power Ring. Lady Sonar fu costretta a rimpiazzare numerose parti del suo corpo con parti bioniche. Fu in questa forma che rimase a guardia di Modora, l'ultima nazione ancora libera della Terra Anti-Materiale.
Durante l'invasione di casa sua, Lady Sonar riuscì con successo a battere Johnny Quick (il Flash Anti-Materiale) spostando temporaneamente il suo corpo fuori dalla realtà. Infine fu uccisa da Owlman e dal Sindacato del Crimine quando riuscirono a conquistare la città. Lady Sonar fu messa in stasi criogenica insieme a tutti i suoi compagni, pronti per essere rianimati in uno stato zombificato nel caso che il Sindacato fosse tornato. I loro resti si trovano nel Panopticon del Sindacato del Crimine sulla superficie della Luna.
La Justice Underground fu liberata da J'onn J'onnz come team di supporto ai membri della Justice League che tornarono nell'Universo Anti-Materiale. Non è chiaro come riuscirono a guarire dalle ferite, sebbene si possa presumere che Owlman li abbia guariti mentre erano in stasi criogenica.

#### Membri
Quizmaster (Enigmista Anti-Materiale) è il leader del gruppo e l'uomo più intelligente della Terra; non possiede nessun superpotere. Il suo alto quoziente intellettivo e la conoscenza di quasi tutti gli argomenti conosciuti dall'uomo gli permettevano di essere un eroe all'altezza di tutti i suoi compagni con i super poteri.
Sir Solomon Grundy (il Grundy Anti-Materiale) è una distinta posata montagna d'uomo. Durante il bombardamento aereo di Dover, fu portato alla vita da una roccia bianca. Sir Solomon sembra essere fisicamente identico al nostro Solomon Grundy con l'eccezione di un folto paio di baffi e un pizzetto a punta. Seguendo i suoi modi da gentiluomo, Sir Solomon veste come un gentiluomo inglese del XIX secolo, e parla con un lessico forbito. La sua super forza e invulnerabilità lo rendono un formidabile eroe.
Generale Grodd (il Grodd Anti-Materiale) è un altruista evaso da una nazione militarista abitata da scimmie.
Star Sapphire (la Star Sapphire Anti-Materiale)
Lady Sonar (il Sonar Anti-Materiale)
Q Ranger (il Major Force Anti-Materiale)

## Wanted
Le serie Wanted di Mark Millar nacque come proposta per una nuova serie per la Società Segreta dei Super Criminali. La DC passò la proposta e Millar poté sviluppare le sue idee utilizzando i suoi personaggi, pubblicandoli poi attraverso la Top Cow e la Image Comics nel 2003.

## Lista di apparizioni
- Secret Society of Super-Villains numero 1-15
- Amazing World of DC Comics #11 (Contains alternate version of SSoSV numero 1)
- DC Special Series numero 6 (SSoSV Special)
- Super-Team Family numero 14
- DC Special numero 27
- Cancelled Comic Cavalcade numero 2 (Contains 'umpublished'black and white version of SSoSV numero 16-17)
- Justice League of America numero 166-168, 195-197
- All-Star Squadron numero 25-26, Annual numero 2
- JLA 80-Page Giant numero 1
- JLA numero 115-119
- Villains United numero 1-6
- Villains United: Infinite Crisis Special
- DC Universe numero 0

### Edizioni da collezione
La loro serie fu messa in collezione in un trade paperback:
- Showcase Presents: Secret Society of Super Villains (collects SSoSV #1-17, 520 pages, ISBN 978-1-4012-1587-3)

## Altri media

### Televisione
- In Justice League, Gorilla Grodd e Giganta formarono la Società Segreta con L'Ombra, Clayface, Sinestro, Killer Frost e il Parassita. Nella sua formazione, Gorilla Grodd, si impegnò a formare un'organizzazione più unita al fine di evitare il combattimento con la Lega dell'Ingiustizia di Lex Luthor. Il suo primo piano fu salvare Clayface dalla dimora di Morgan Edge dove Killer Forst congelò Morgan. Grodd disse a Clayface che lo avrebbe aiutato a tornare alla sua vera identità di Matt Hagen dopo aver battuto la Justice League. La Società Segreta batté prima la Justice League, per poi essere sconfitta in una seconda battaglia.
- In Justice League Unlimited, Grodd rinnova il suo tentativo di formare una nuova Società Segreta per soggiogare la Justice League reclutando Lex Luthor e ogni criminale che riesca a trovare. Grodd riuscì nella creazione di una massiccia co-operazione. Ogni membro che avesse rivelato qualsiasi dettaglio circa la Società dopo essere stato catturato avrebbe perso il proprio cervello. Dopo aver scoperto il piano di Grodd di trasformare l'umanità in scimmie, Lex Luthor lo espulse e assunse il comando senza obiezioni. Nel corso delle due parti della serie finale, Lex Luthor tentò di resuscitare Brainiac ordinando ai suoi di trasformare la base in una nave spaziale, così che potessero viaggiare fino al luogo della base di Brainiac su un asteroide. Con l'aiuto di Tala, Grodd tentò un colpo per riprendere il controllo della Legione, giungendo a una battaglia tra i gruppi fedeli a lui e a Luthor. Alla fine della battaglia, i fedeli a Grodd vennero congelati da Killer Frost. Quando la Società trovò il sito di sconfitta di Brainiac, Luthor utilizzò il potere di Tala per riportarlo in vita, nonostante un improvviso avvertimento dal nuovo dio Metron. Accidentalmente, invece, Luthor resuscitò Darkseid, che ricompensò Luthor distruggendo la base della Società in un'esplosione. Tuttavia, campi di forza prodotti da Star Sapphire e Sinestro salvarono la gente di Luthor. Lightray, un altro dio di Nuova Genesi, individuò l'esplosione e di conseguenza fu derubato della sua scatola madre, che permise ai resti della Società Segreta di fare ritorno sulla Terra e avvertire la Justice League del ritorno di Darkseid.
- Nell'episodio di Batman:The Brave and the Bold "Deep Cover for Batman" una versione dell'alternativo gruppo della Società Segreta, la Justice Underground, comparve. Questo gruppo è guidato da un'alternativa Freccia Rossa (Joker della nostra realtà), e una versione alternativa di Black Manta, Dottor Polaris, Gentleman Ghost, Gorilla Grodd, Sinestro, The Brain e Kite Man. Dopo una battaglia con il Sindacato dell'Ingiustizia solo Freccia Rossa fu libero e tentò di contattare il mondo di Batman per cercare altri alleati. Batman arrivò presto, mascherato da Owlman, e riuscì ad aiutare a liberare gli eroi e a catturare il Sindacato.